# Live at Montreux 1996
Live at Montreux 1996 — концертный CD и DVD британской группы Deep Purple, вышедший в 2006 году. На DVD представлена запись концерта Deep Purple, состоявшегося 9 июля 1996 года в зале «Stravinski Auditorium» швейцарского городка Монтрё в рамках джазового фестиваля. В Канаде диск получил статус золотого альбома.

## Список композиций
Авторы песен — Блэкмор, Гиллан, Гловер, Лорд, Пейс, кроме отмеченных.

### CD
1. «Fireball» — 3:50
2. «Ted the Mechanic» (Гиллан, Стив Морс, Гловер, Лорд, Пейс) — 4:27
3. «Pictures of Home» — 5:41
4. «Black Night» — 6:43
5. «Woman from Tokyo» — 5:21
6. «No One Came» — 5:06
7. «When a Blind Man Cries» — 7:29
8. «Hey Cisco» (Гиллан, Морс, Гловер, Лорд, Пейс) — 5:47
9. «Speed King» — 5:10
10. «Smoke on the Water» — 8:15

Бонусные треки
Записаны 22 июля 2000 года на джазовом фестивале в городе Монтрё, Швейцария.
1. «Sometimes I Feel Like Screaming» (Гиллан, Морс, Гловер, Лорд, Пейс) — 6:46
2. «Fools» — 9:41

## DVD

### Монтрё (1996)
1. Fireball
2. Ted the Mechanic (Гиллан, Гловер, Лорд, Пейс, Морс)
3. Pictures of Home
4. Black Night
5. Cascades: I’m Not Your Lover Now (Гиллан, Гловер, Лорд, Пейс, Морс)
6. Woman From Tokyo
7. No One Came
8. When a Blind Man Cries
9. Hey Cisco (Гиллан, Гловер, Лорд, Пейс, Морс)
10. Speed King
11. Smoke on the Water

### Монтрё (2000)
1. Sixty Nine (Гиллан, Гловер, Лорд, Пейс, Морс) / The Mule
2. Perfect Strangers
3. When a Blind Man Cries
4. Lazy
5. Highway Star

## Участники записи
- Иэн Гиллан — вокал
- Роджер Гловер — бас
- Джон Лорд — клавишные
- Стив Морс — гитара
- Иэн Пейс — барабаны